# Тед Дибиаси & Коуди Роудс
Наследниците (на английски: Legacy) е съюз в Световната федерация по кеч (WWE). Дебюта им е на 12 януари 2009 г. Групата е ръководена от Ренди Ортън. Двама от кечистите, Ману и Сим Снука бяха свързани с групата на Ренди преди официалното учреждение на „Legacy“. Концепцията на групата е, че всички членове или са второ или трето поколение кечисти.
През юни 2008, Роудс и ДиБиаси формират съюз, след спечелване на отборната титла от Хардкор Холи. Скоро след това, те опитват да спечелят Ортън на тяхна страна. Заедно помагат на Ортън да спечели Royal Rumble 2009, който дава възможност за главния мач на WrestleMania XXV. Няколко месеца по-късно, когато DX се завръщат, те подло започват да унижават ветераните. След множество битки с DX най-накрая на турнира Точка на пречупване Наследниците успяват да победят DX. Но на турнира Hell in a Cell Наследниците отново се бият с DX, които си връщат за всички унижения и жестоко пребиват Наследниците.